# Sandrine Verbeelen
Sandrine Verbeelen is een personage uit de Vlaamse soap Thuis. Ze maakte van 2006 tot 2008 deel uit van de serie. Sandrine werd gespeeld door Karolien De Beck.

## Fictieve biografie
We leren Sandrine kennen als binnenhuisarchitecte die bij "Marie Design" komt werken. Deze modebewuste, hardwerkende vrouw kan het meteen goed vinden met Marie en Luc. Tijdens de feestdagen van 2006 wordt haar moeder, Emma Raeymaecker, heel erg ziek en in januari 2007 overlijdt ze. Sandrine, wiens vader Gilbert Verbeelen al jaren overleden is, staat nu moederziel alleen. Ze wordt echter goed opgevangen door Ann.
Op haar sterfbed in het ziekenhuis heeft haar moeder echter iets bekend: niet de man die haar heeft opgevoed, maar Geert Smeekens zou haar echte vader zijn. Sandrine weet eerst niet wat ze ermee moet doen, maar Geert blijkt inderdaad haar echte vader te zijn. Ondertussen begint Sandrine - die lesbisch is - een relatie met Ann. Het gaat zeer goed tussen hen en er wordt gedacht aan trouwen en zelfs aan kinderen, maar in 2008 krijgt Sandrine een hersenbloeding en overlijdt ze op jonge leeftijd.
Ann is het echter niet vergeten: Anns dochter Sandrine werd naar haar vernoemd.